# Église Saint-Étienne d'Issy-les-Moulineaux
Pour les articles homonymes, voir Église Saint-Étienne et Saint-Étienne (homonymie).
L'église Saint-Étienne est historiquement l'église paroissiale de la commune d'Issy-les-Moulineaux.
Cette église fait l’objet d’une inscription au titre des monuments historiques depuis le 10 avril 1929.
Hors vacances scolaires, une messe est tenue tous les dimanches à 10 h 30 et les mardis, jeudis, vendredis et samedis à 8 h, les lundis, mercredis, samedis et dimanches à 18 h 30.

## Histoire
La présence d'une église sur ce site est très ancienne ; on conserve encore, sous le jardin du presbytère, des salles voûtées du VIIe siècle. On dispose également d'un texte de 1084 attestant la présence d'une église, dont provient vraisemblablement le remarquable tympan sculpté de style roman, que l'on voit à l’extrémité du bas-côté nord. En 1336, une nouvelle église la remplace, mais il n'en reste que la cloche « Marie » datée de 1618, l'une des plus anciennes du département des Hauts-de-Seine. L'église actuelle a été consacrée en 1645.
Pendant les combats de la Commune, l’église est sévèrement touchée par les bombardements : l’orgue, les vitraux, la toiture et même les murs sont endommagés. Des travaux de reconstruction permettent de la rendre au culte dès le 9 mai 1872, en présence du Maréchal Patrice de Mac Mahon, futur président de la République.

## Le bâtiment
L'église a été restaurée en 2006-2007, tant à l'extérieur qu'à l'intérieur.
De dimensions 34,50 mètres de long et 15,50 mètres de large reprenant un plan basilical, l'extérieur comprend de nombreux contreforts et un haut clocher. Revêtue de pierres de taille, elle est traitée avec un certain apparat. Par son architecture, l’édifice rappelle ses origines romanes : ainsi les fenêtres, comme les grandes arcades intérieures, sont en plein-cintre. Cette survivance d’un style traditionnel, expression du monde rural, rappelle qu’à l’époque Issy n’est encore qu’un bourg de campagne. la tradition dit que les vantaux du portail principal ont été offerts par le jeune roi Louis XIV et sa mère Anne d’Autriche.
L'intérieur comprend plusieurs œuvres inscrites à l'inventaire des monuments historiques : le retable du chœur (entouré de boiseries portant six statues des XVIIIe et XIXe siècles, dont celles de Saint Étienne et Saint Vincent, deux saints très vénérés depuis plusieurs siècles), deux bénitiers d’époque Renaissance et la cuve baptismale d’époque Louis XIV (provenant du château des Conti). Le mobilier liturgique actuel (Autel, ambon, tabernacle, colombe) a été réalisé par l'artiste Jean-François Ferraton en 2014.
Le bâtiment de l'église Saint-Etienne possède également un souterrain d'une longueur de 163 mètres.

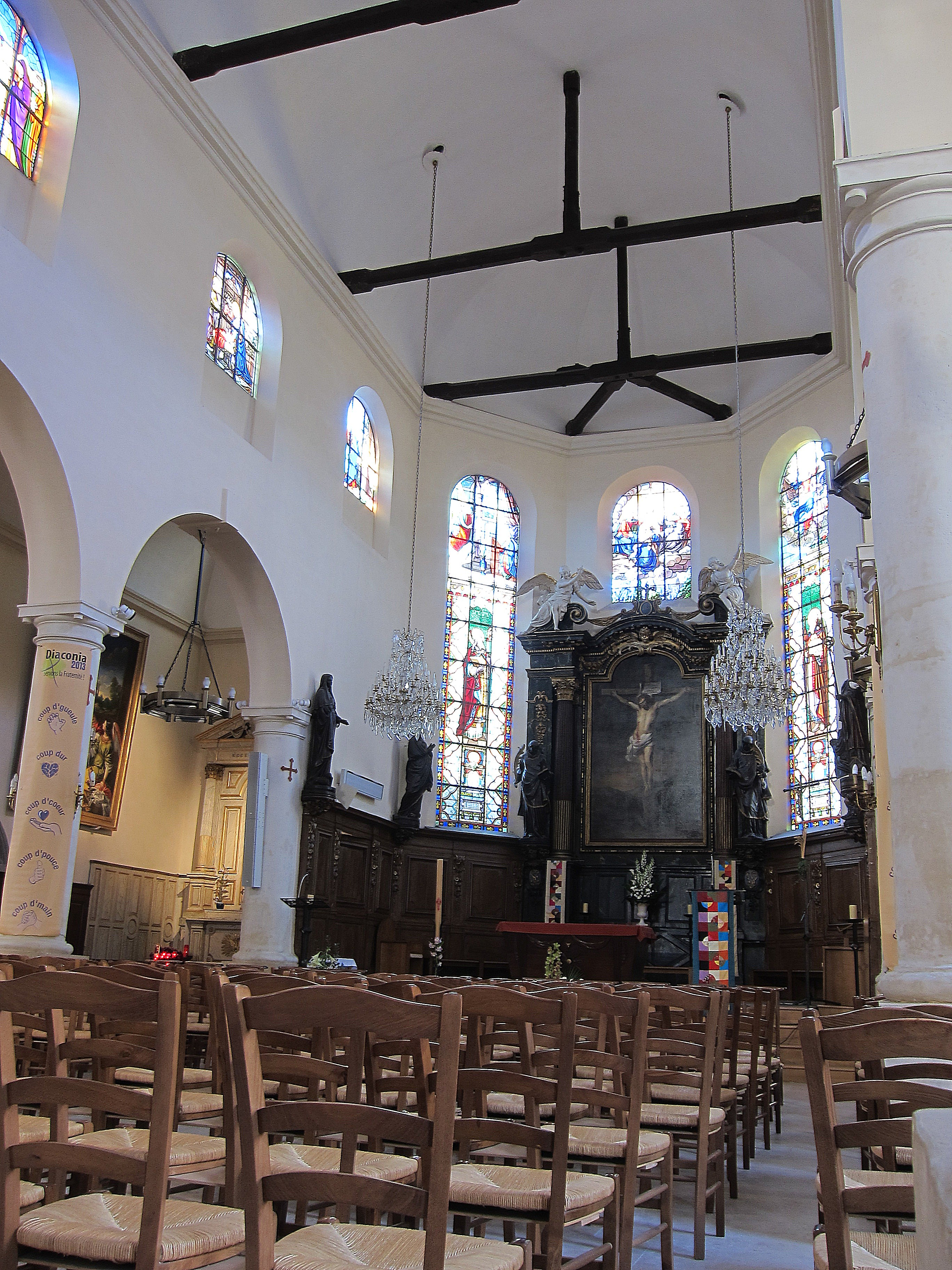
Église Saint Etienne avec le chœur de style antique  et la nef de style roman.
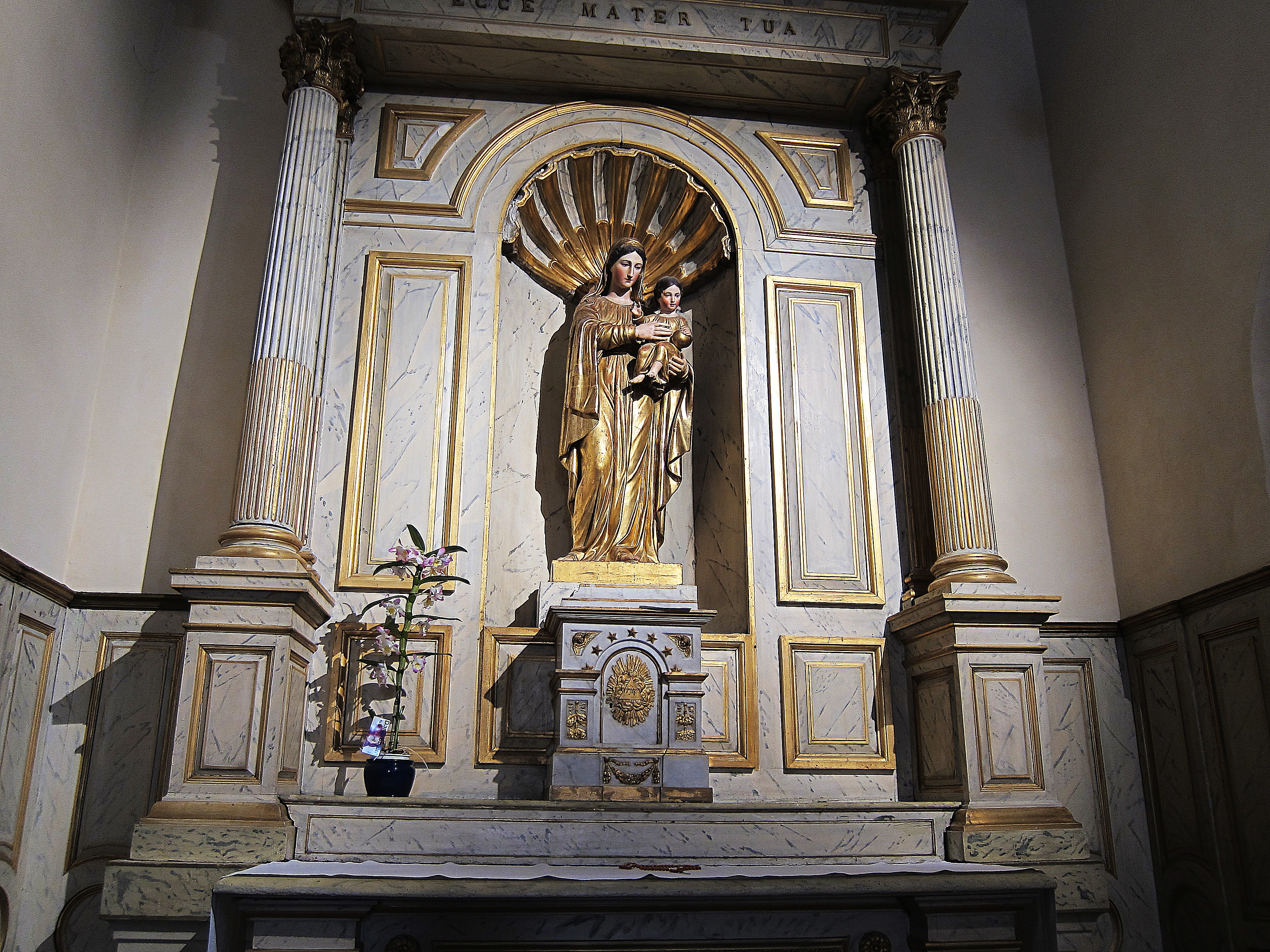
Autel à la Vierge avec l'enfant Jésus-Christ qui tient le monde. Imitation du marbre avec boiseries et stuc.
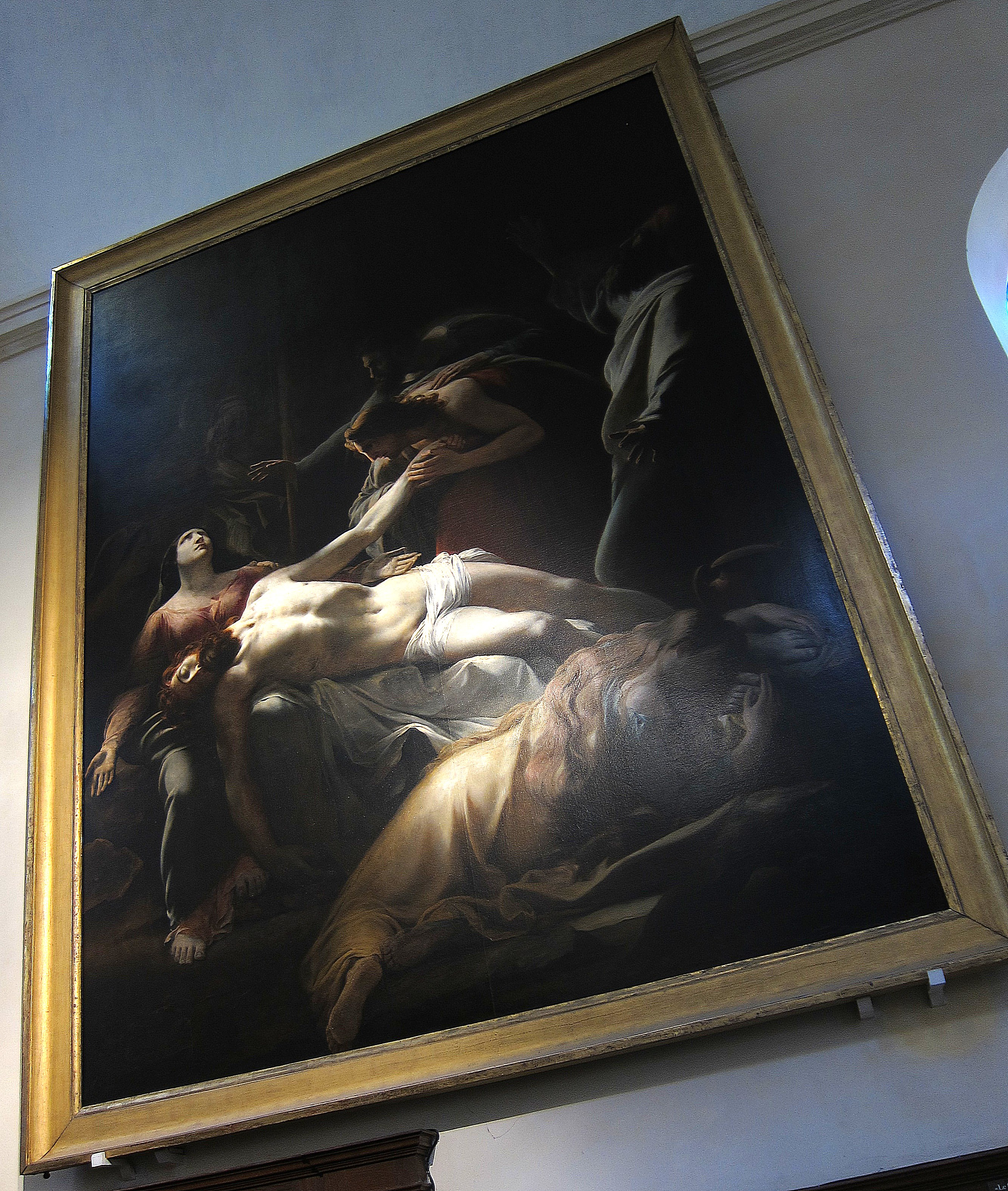
Le Christ au pied de la croix par Michel Marigny (1797-1829). Huile sur toile. 390x290 cm. On reconnait Saint Jean le disciple préféré qui maintient le Christ, la Vierge Marie qui lève les yeux au ciel, Sainte Madeleine qui embrasse les pieds du Christ.
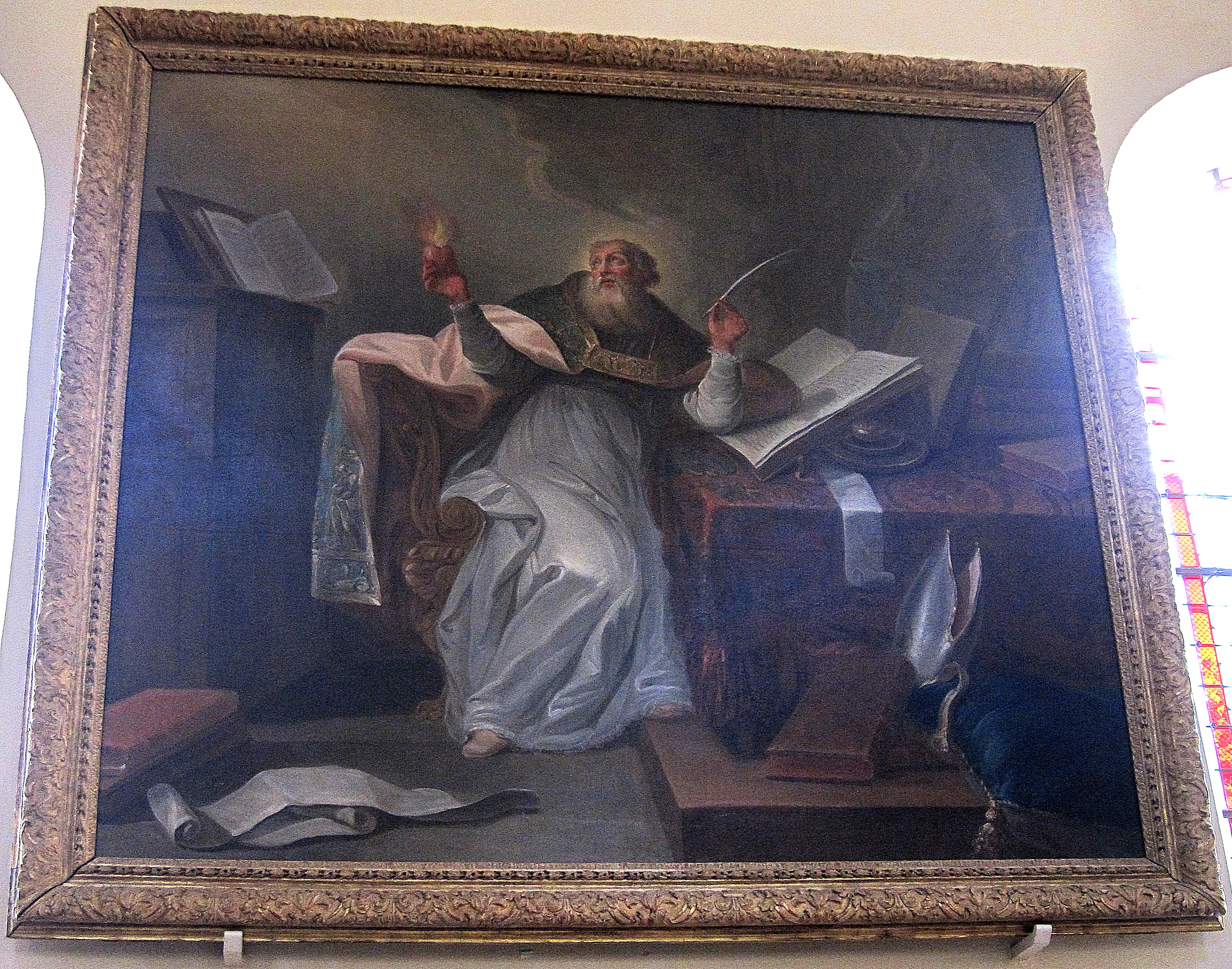
Saint Augustin (13 novembre 354 - 28 août 430) fut l'un des quatre pères de l'Église latine. Il fut le penseur chrétien de référence jusqu'au Moyen Âge. Il allia une grande qualité littéraire à une intense activité de controverses contre les Manichéens. Sa pensée nourrie de Platon subsiste de nos jours dans l'Augustinisme
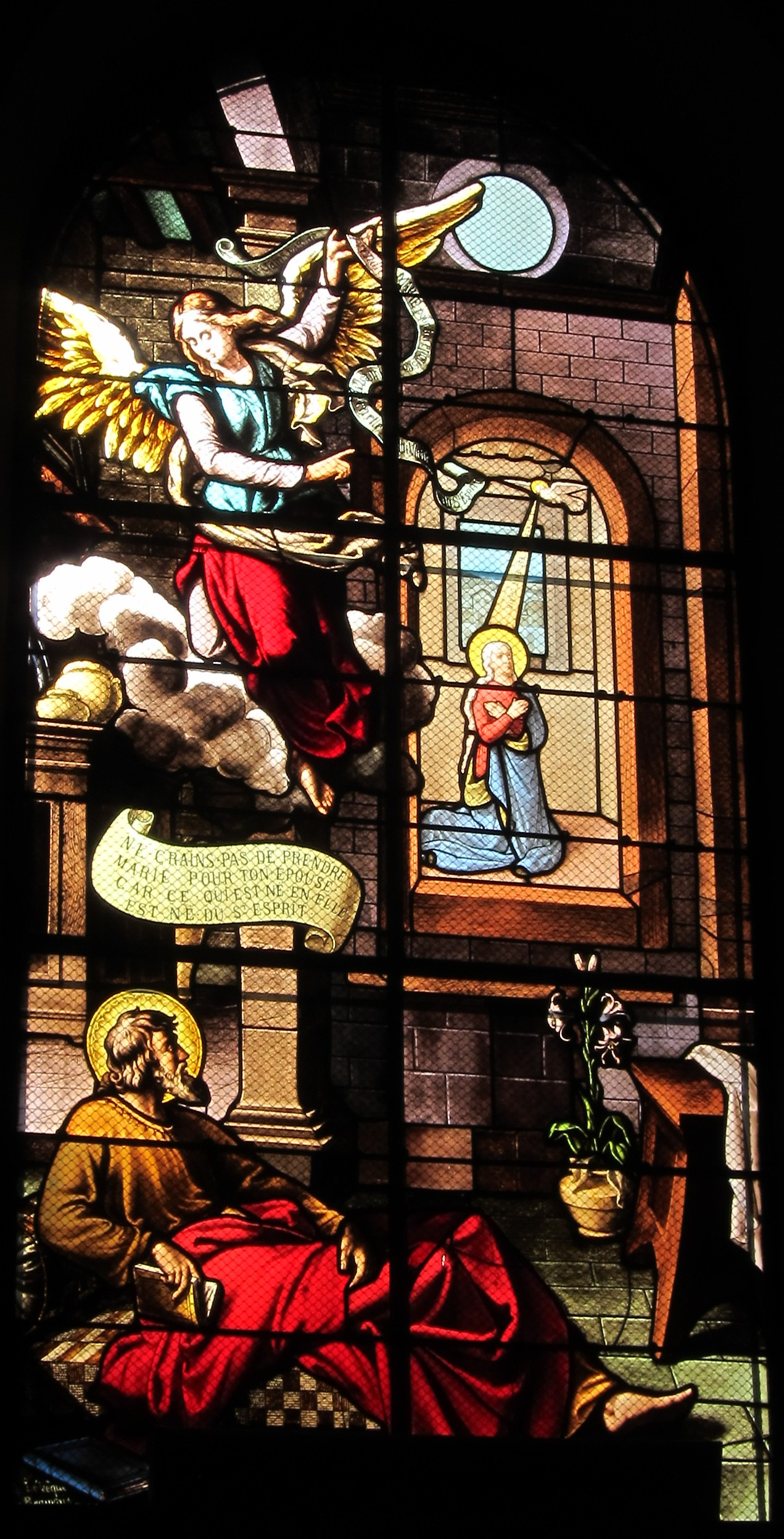
Joseph le père nourricier de Jésus-Christ fut instruit en songe que sa fiancée allait devenir la mère du Sauveur par l'œuvre du Saint-Esprit.

## Paroisse
La paroisse Saint-Étienne est liée aux paroisses Saint-Bruno et Sainte-Lucie qui forment toutes trois le pôle BEL. Le curé de ce pôle est le père Jacques Mevel.
Site des paroisses catholiques d'Issy les Moulineaux
Il existe cinq paroisses à Issy-les-Moulineaux : Notre-Dame-des-Pauvres, Saint-Benoît, Saint-Bruno, Saint-Étienne et Sainte-Lucie.

## Curés
- 1807 : Michot[4]
- 1817 : Peugnet, avec pour vicaire du 5 août 1817 au 22 octobre Jean-François Suet dit Latour, qui deviendra curé de l'église Saint-Gilles de Bourg-la-Reine[5]

## Pour approfondir